# Kaikan
 (septembre 2022).
Kaikan est un village situé dans le Cuyuni-Mazaruni au Guyana, à la frontière avec le Venezuela.
Il possède un terrain d'aviation, mais aucune installation n'est prévue pour l'accueil des passagers ou le transport de marchandises.